# Anna B. Smith
Die Anna B. Smith war ein gaffelgetakelter Schoner, der als Beispiel für die typischen Baltimoreklipper und Segelschiffe zum Ende des 19. Jahrhunderts des „Chesapeake-Bay“-Typus steht. Darüber hinaus ist sie ebenfalls ein Beispiel für die Requirierung selbst von Segelschiffen für den Einsatz im Ersten Weltkrieg.

## Geschichte
Die Anna B. Smith, ein 70-Fuß-Zweimast-Schoner (exakt 70' 6"), wurde 1892 in der Werft von  Joseph B. Brooks in Little Choptank River, Maryland, mit einem Holzrumpf gebaut. Als ein typisches Arbeitsfahrzeug der Chesapeake Bay diente sie verschiedenen Zwecken im Schiffsverkehr zwischen Virginia und Maryland. 1914 wurde sie generalüberholt. Mit ihrem flach gehaltenen Bugspriet/Klüverbaum, dem Klippersteven, den hohen, nach achtern geneigten Masten, niedrigem Schanzkleid, Plattgattheck und einer gewaltigen Segelfläche sowie der scharfen Schiffslinie war sie typisch für die damalige Bauweise in Maryland. Selbst dem Fang von Kabeljau in den Fischbänken vor Neufundland soll sie gedient haben.
Danach kam das Schiff in den Besitz der Conservation Commission of Maryland, gewissermaßen als Landschaftsschutzbehörde der Vorläufer der heutigen Umweltbehörde.
Nach dem Eintritt der Vereinigten Staaten in den Ersten Weltkrieg am 6. April 1917 wurden eine Vielzahl von Handelsschiffen requiriert. Gegen eine vermeintliche U-Bootgefahr durch die deutsche Kaiserliche Marine selbst für die nordamerikanischen Küstengewässer wurden nach dem Muster der Royal Navy auch Segelschiffe beschlagnahmt und in den Dienst der United States Navy gestellt. Dies betraf auch die Anna B. Smith. Sie wurde am 17. August 1917 von der Conservation Commission of Maryland übernommen und daraufhin dem 5th Naval District übertragen. Dort bekam der Schoner die Identifikationsnummer 1458 und wurde am 11. September 1917 in Dienst gestellt. Aus den Unterlagen geht hervor, dass das Schiff den Krieg überstand und am 26. September 1918 ihrem vorherigen Besitzer zurückgegeben wurde. Am 9. Dezember 1918 wurde sie außer Betrieb gesetzt – ob damit die endgültige Entlassung aus dem Militärdienst oder gar die Abwrackung durch den zivilen Eigentümer gemeint ist, geht nicht aus den Unterlagen hervor. Über das weitere Schicksal der Anna B. Smith ist nichts bekannt.